# Cratere Smith (Marte)
Smith è un cratere sulla superficie di Marte.
Il cratere è dedicato al geologo britannico William Smith.